# Oulu (tỉnh)
Tỉnh Oulu là một trong sô các tỉnh thuộc Phần Lan, nằm trong vùng lân cận với các tỉnh: Lapland, Tây Phần Lan và Đông Phần Lan; đồng thời nơi đây còn tiếp giáp với vịnh Bothnia và Nga.

## Lịch sử
Tỉnh Oulu được biết đến lần đầu tiên vào năm 1775. Sau khi Hiệp ước Fredrikshamn được ký kết, một phần của tỉnh Lapland sáp nhập vào Oulu. Đến năm 1922, Petsamo được đặt dưới đơn vị hành chính của Oulu. Cuối cùng, vào năm 1936, tỉnh Lapland lại tách ra.

## Hành chính
Chính quyền tỉnh Oulu là một cơ quan quyền lực đứng đầu với bao gồm 7 bộ, có chức năng thực hiện mục tiêu phát triển của quốc gia.

## Các vùng
Tỉnh Oulu được chia thành 2 vùng:
- Bắc Ostrobothnia (Pohjois-Pohjanmaa/ Norra Österbotten)
- Kainuu (Kainuu/ Kajanaland).

Các vùng ở Oulu được chia thành 47 khu vực tự trị, bao gồm cả thành phố Oulu.